# 加納真実
加納 真実（かのう まみ）は、日本の舞台俳優（女優）、パフォーマンスアーティスト、パントマイムアーティスト、大道芸人。青いジャージがトレードマーク。

## 概略
広島県広島市出身。早稲田大学 (戸山キャンパス)のパントマイム・サークル 「舞☆夢☆踏」（マイムトウ）のOG。
1987年「舞☆夢☆踏」在籍中に舞台に立ち始め、1995年に同僚3人でマイムユニット「水中三姉妹」を結成し舞台公演を開始。当時、女性3人組（トリオ）のユニット構成は珍しく話題になった。舞台活動の傍らにイベント活動や大道芸活動を開始し、2002年に東京都のヘブンアーティストに登録。以降、路上パフォーマー・大道芸人としての知名度 が高まる。
代表作は、「恋人よ」。恋人募集中の女性の一途な情念と、生きる切なさを演じるコメディマイムパフォーマンス。

## 来歴と補足
1987年、広島より上京、早稲田大学 のサークル、「パントマイム舞☆夢☆踏」（ハッピィ吉沢主宰、1985年旗揚げ）に入部。同サークルのOB・OGに、ハッピィ吉沢、サンキュー手塚、JIDAI、鶴岡アキラ、バーバラ村田、島 留美(クラウンぽっか)、堀江のぞみ(シルヴプレ)、ガンジス・インダス・ドーダス、マーチ・ド・チューリップ、ホワイティア、ガッチ、ペッパーゼロ、ピエロのキーちゃん、重森 一(un-pa)、MEDAMAN-MEDAMAN、Shiva、京極よしあき、近藤創、St.Robots、パントマイム・プロレス、ロウミン、nani-sole…といった、個性豊かなパフォーマー達がいる。
1994年、山本光洋（やまもと こうよう、パントマイムアーティスト）のマイム・ワークショップに参加。
1994年、藍 義啓（あい よしひろ、パントマイムアーティスト、汎マイム工房出身）の公演に出演したことを契機に舞台活動に前向きになってゆく。
1995年、舞☆夢☆踏のメンバー、島留美（クラウンぽっか）、村田朋未（バーバラ村田）と女性マイムユニット「水中三姉妹」を結成し、本格的に舞台活動を開始する。今やマイム界の伝説となっている水中三姉妹は、当時、そのアイデアの斬新と過激さから、パントマイムをもじって「パンクマイム」と評された。誕生の経緯は、この年の、とある日、稽古場で加納と村田が「そろそろ自主公演をしてみたい！」と思い立ち、「もう一人入れて三人でやれば、作品数も揃って一公演うてる！」と島留美を誘ったもの。因みに当該ユニットの命名者は島。初公演を前に動き出していた頃、舞☆夢☆踏の夏合宿があり、「水の中の動き」が課題で練習している時に、島がその場で出まかせに「どうせならグループ名付けちゃう？『水中三姉妹』とか」と言ったのを加納・村田の二人が揃って賛成し決まった。2003年の一時休止に至るまで水中三姉妹として舞台活動を定期的にこなし、ユニット休止後も3人それぞれがソロで舞台活動を継続している。
1995年、ピエロの「マミマミ」としてイベント活動も開始。
2002年東京都のヘブンアーティストに登録、舞台活動・イベント活動に加え大道芸・路上パフォーマンス活動を始める。因みに、当年発足のヘブンアーティスト（ライセンス方式で当時合格率20%の難関）に、加納が属する「舞☆夢☆踏」から受験した20余名全員が合格したため、同サークルは「演劇の早稲田の、レベルの高いパントマイムサークル」として広く認識された。以来「舞☆夢☆踏」は「マイム界の松下村塾」とも評価されている。
2003年、日本テレビの「ART DAIDOGEI（アート大道芸）グランプリ」においてスペシャルアーティスト賞を受賞。
2003年、9月、加納ら水中三姉妹は「KABARETT CITTA' vol.3」（カバレットチッタ）公演の後、3人それぞれのソロ活動に力を入れるとして、9年に亘ったユニットの舞台活動が一旦休止となった。に一度、舞台復活をしている。
2004年、舞台活動の傍らの大道芸のつもりであったが、2002年のヘブン登録と2005年の日テレSA賞受賞を契機に、全国各地の大道芸フェスティバルからの招聘・出演依頼が増え、加納真実は大道芸人としての活動を本格化させていく。
舞台作品は、アヴァンギャルドでシュールな、且つパンキッシュ（パンク）でブラックユーモアな表現志向を感じさせるが、大道作品は、表現を反転させて単純明快でわかり易いコメディ仕立て（コミックマイム）やエンターテイメント仕立てにし、客寄せのボリュームとして、よりパンク度とコミカル度を強めた作品が多い。ヘブンアーティストのオフィシャルサイト／アーティスト紹介ページでは、「加納真実－シュールだけど、わかりやすい必殺必笑パントマイム絵巻」と紹介されている。
2005年、アートタウンつくば（大道芸フェスティバル）でのアーティストインタビューの中で、大道芸を本格的に始めた契機について加納真実は「元々は舞台をやっていて、大道芸は時々やっていました。本格的に大道芸を始めようと2002年、ライセンスを貰うと指定された場所で大道芸をすることが出来る「ヘブンアーティスト」のオーディションを受けました。合格したのですが、東京都から指定された場所が人のあまりいない場所だったので、すぐには本格的には活動できませんでした。本格的に大道芸をやり始めたのは、一人で静岡の大道芸フェスティバルに出場（大道芸ワールドカップin静岡、初出場2003年）してからです。大道芸は特に責任も無く、失うものは何も無いというか、ある意味気楽に出来るところがありました。」と話している。
また、同インタビューで大道芸の作品について「独特の作風と言われますが、外でやる（大道芸）となるとおのずと出来ることや作品が決まってくるので、自然と今のような形になっています。でも条件や上演する作品が違うからと言って、舞台と大道芸をあまり分け過ぎないようにしています。分けて考え過ぎると出来なくなってしまうので。ただ、舞台の作品で、作ってみてから大道芸でも出来そうだなという作品はあまりないですね。」とのコメントも残している。
2008年8月、東京学芸大学・山田雅彦准教授の公開講座「大道芸に学ぶ授業技術－通行人を客に変える、子どもを児童生徒に変える－」に講師として招かれ、加納大道芸の実演及び講演を依頼された。この公開講座は、学校で子供達が先生の授業に素直に耳を傾けなくなった風潮、時代背景を受け開催された。「通行人を客に変える」テーマで山田教授との対談コーナーも設けられ、加納は、劇場という箱（舞台・諸装置・冷暖房・観客を完備）に守られたパフォーマーから、全て自前で、雨あり風ありの屋外へ、街へ路上へ「打って出て、通行人を集めて芸をする」大道芸人（あえて大道を冠とする特殊芸人）の心意気と技術、いざ現場での苦労や工夫や喜び楽しみについて「体験談」と「楽屋話」を織り交ぜて披露し、受講者に多くの薫陶を与えたという。
2009年6月、パントマイムウィーク4「MIME MODE（マイムモード）」オープニングステージに、水中三姉妹（島留美・加納真実・村田朋未）でゲスト出演。客演ながら6年ぶりにユニット再結成を果たす。当公演は、島が幹部として携わっていた「マイムリンク（シアターマイムの企画運営する団体）」の企画公演であった。
2011年、舞台（屋内）から路上（屋外）までステージを広げ、その狭間にあるような小劇場やライブハウスも含め、演技可能な空間を縦横無尽に行き来する自由な表現者（舞台俳優・パントマイムアーティスト・大道芸人・パフォーマンスアーティスト・コメディエンヌ）として、マイスペースで、マイペースで活動している。
2016年、全国各地の大道芸フェスティバルを中心に、引き続き大道芸を主体としたパフォーマンスアーティスト活動を展開中。

## 舞台の経歴と作品
1993年、KU.RO.FU.NE公演（藍義啓 あいよしひろ主宰） -1995年
1995年、同KU.RO.FU.NE公演「僕の瞳はセルロイド」
1998年、藍義啓公演「ANMONITE BLUE」（アンモナイトブルー）
2001年、山本光洋公演「モノプレイ」
2001年、山本光洋公演「モノプレイ2」
2004年、山本光洋公演「KOYO MIME LIVE」（光洋マイムライブ）
2007年、山本光洋公演「かかしになるために②③⑥」-2008年
- その他の客演

2005年、「怪人三国志16」
2005年、「ちむりんの笑いの禁メダルvol.1 vol.7」 -2007年
2006年、「大竹まこと プロデュース 　ASH&Dライブ」
2008年、「発電ジョカ!! 理想の女」
2010年、「紫ベビードールの Wonderful World TV! ch.7」 ※
　　　　　　　※ 本公演では「ゲストに、問答無用ボディブロー型パントマイマー・加納真実」と紹介されている。
2010年、「バーバラ村田のよるべナイトvol.1 vol.2」
2010年、「大道芸inシアター2010秋の笑劇場」
2011年、「発電ジョカ!! 理想の女　ふたたび現れ　華麗にころぶ」
　　　　　　 「山本光洋ソロ 新作公演」 踊る「ドゥミプリエ山本」で3年ぶりで山本光洋と共演
　　　　　　　「我人ライブ　vol.1」
2013年、「発電ジョカ!! 第17回公演　あらららら…」
- 水中三姉妹公演[18] 1995年- 2003年
  - 「いぬ」
  - 「パントマイムナイト」
  - 「おきゃまん〜あめあられでございます」
  - 「野生の王国  　あら、食欲がないの？」
  - 「銀座で待っている」

- 水中三姉妹客演 1995年-2009年
  - 「第2回　東京国際フール祭」
  - 「体風の芽」
  - 「カバレットチッタ」 ※
  - 「オービタルリンク」
  - 「指輪ホテル年越しライブ」
  - 「パントマイムウィーク4 MIME MODE（マイムモード）」

※ 水中三姉妹は「パンクマイム」
カバレット・チッタ「制作ノート5 番外篇 ここに注目！」では、「水中三姉妹はパンクマイム」というタイトルで「前回のカバチッタでは、学らん（学生服）に身を包みパンクなダンスマイムを見せてくれた三人の乙女たち。今回は長襦袢と布を纏ってのパンクマイム。水中三姉妹の真骨頂は、とんでもない発想が爆発するところにあると思う。オチがなくても発想の面白さを力づくで押し切るパワーこそ水中三姉妹の魅力。」と紹介している。
- ソロオムニバス 公演
  - 「四人展」
  - 「第3回 東京国際フール祭」
  - 「情念の夜（大須大道町人祭）」
  - 「フールB〜ソロ道化シリーズ2nd・4th・6th・7th」
  - 「フール祭オムニバス笑うからだとわらう音楽」
  - 「さくっとパントマイム♪2008　第7回」
  - 「さくパンフェスティバル♪2008」
  - 「渦20」
  - 「浅草performerショウケースvol.4（コージ・コーヨー・mamiカノー）[20]

- ソロ公演

2007年、「時間、時間!加納の小一時間!! ゴールデン街よ、いいから小一時間ばかし俺色に染まれ。」
2008年、「時間、時間!加納の小一時間（プラス30分）!!2（ツー）!!!ラブアンドニーズ。」　※
※本ソロ公演2の内容について「pantomime page」公式サイト：上演案内では、「日常を生きる人の生活、ある日突然訪れるちょっとシュールな出来事。それは緻密なマイムと、細部にゆきわたる独特のセンス、絶妙なタイミングで流れ出す懐メロ等で構成された、一度見たら決して忘れられない「加納の時間」。舞台はもとより、大道芸で加納真実を観てはまった方も、今回の劇場ならではの濃密な空間で、存分に「加納の時間」を堪能して下さい。」と紹介している。
- ※本ソロ公演2で上演された加納の舞台作品は下記の7作品。
  - 作品①「いいかも！」
  - 作品②「あ・い・し・て・る」
  - 作品③「ナイトライフ」
  - 作品④「学生II（ツー）」
  - 作品⑤「砂」
  - 作品⑥「風邪」
  - 作品⑦「ラブアンドニーズ」　　　＋ 幕間の映像「赤いやつ、再び」3本。

（出典：加納真実公式サイト：これまで：より引用）

## 大道芸の主な作品
路上パフォーマンスは、「時間、時間!　加納の時間!!  IN （演技場所＋西暦年号）」というタイトルがつけられ、大概は掴みで演じる準備体操の他に3作品を披露する（持ち時間30分の場合）。
代表作は、五輪真弓のヒット曲をBGMにしたコミックマイム「恋人よ」。
「枯葉散る夕暮れは、来る日の寒さを物語り…恋人よそばにいて…そして今日の別れ話が、冗談だよと笑って欲しい…」スローバラードのもの悲しいメロディと歌詞にのって、恋人募集中の女性が、前のめりに走りながら目当ての男性に交際を迫りゆく一途な情念（執念・怨念・狂気性）を縦糸に、断られた時の「やっぱり」感、投げやり感、女性特有の立ち直りの早さ、居直り感、ちゃっかり感等を横糸にユーモラスに、コミカルにつづれ織る。緩急と間合いを効かせた独創的（独走的）なコミックマイムで、片恋に生きる女の切なさと逞しさをパフォーマンスする。因みに本作「恋人よ」が加納大道芸作品の第一号（デビュー作）である。
「恋人よ」は、通常のマイム動作に加え、ハイライト シーン（恋人候補の男性に向かい一途に走る、3人目の候補者へ駆け寄る途中前のめりに倒れ込み超スローで3バウンドする）にスローモーションマイムを取り入れ、随所にシュールレアリスムを漂わせているが、シュール作品にありがちな難解さを排除し、わかり易いコメディとして仕上げたのが本作品の特徴。
加納大道芸の醍醐味について「理屈なしに面白い！」という人が多い。次に加納パフォーマンスの奥深さを挙げる人も多くいる。例えば、悲劇を題材（ヒット曲BGM）としつつ、悲劇性と対の関係にある人間の喜劇性（あるいはその逆）を、緻密な動作計算、時間配分、マイム振り割りを尽くしたうえで、繊細にして大胆に、奔放にして精巧に反対給付を表現する作風・芸風（ブラックユーモア・ブラックジョーク・ブラックコメディなパフォーマンス）が大人の琴線に触れている。また、加納自身のアヴァンギャルド（パンク）な風貌や風情、異彩な存在感や現場の空気感、端整で美形でありながら不良的でアンニュイな表情、ネタの自虐性やシニカル性、そして、大道へ打って出て未知との遭遇を苦楽する好奇心旺盛なパフォーマー魂（芸人根性）等を挙げる人も多い。複合的な視点からも、本作「恋人よ」が加納のパフォーマンスアート第二期（大道芸人・コミックマイム）の代表作とされている。
「恋人よ」の小道具は、マイクスタンド（マイクを地面間近にセット）、たて笛（リコーダー）、ウエストバッグ、枯葉、あんパン（ポッキー他のこともある）、「つきあって」「交際して」「お友達から」の台詞（セリフ）を記した逆カンペ、ほうき・チリトリ・可燃ゴミ箱（客いじり用）、マーブルチョコ等。
なお、本作品「恋人よ」には、日が暮れてからの演技（ナイター）用に、さらに怖い「恋人よ 丑の刻（うしのとき）バージョン」がある。いつもの青いジャージ衣装に加え、昔の「丑の刻参り」さながら、「丑」と記した白ハチマキの両脇に白いペンライトを差して（昔は逆さにかぶった五徳や鉢巻に蝋燭を差した）、点灯させながらイタコや巫女や霊媒師の如く恋人候補者に迫り来る。昼日中の演技よりもさらに突撃ストーカーの情念（怨念・狂気性）が増幅され、日没後の演出として、簡便にして効果的なアレンジが施されたオルタナティブなバージョンとなっている。

### 大道芸の他の作品
加納真実の他の作品（BGM）は以下のとおり。
- 仮面舞踏会＜2012年新作＞（BGM あしたバーボンハウスで／miyuki nakajima） [28]

- 演歌（BGM 長崎は今日も雨だった／hiroshi uchiyamada&cool5／カラオケバージョン）[29]
- 恋（BGM ひとり咲き／chage&aska）[30]
- せんたく（洗濯）（BGM sleep now in the fire／rage against the machine）[31]
- デート!!（BGM shiver／maroon5）[32]
- 乗（BGM サヨナラを伝えて／miyuki nakajima）（「ノる！」と表記する場合もある）[33]
- Fに捧ぐ…（BGM misirlou／salsa rosso ドラえもん作者藤子・F・不二雄へ捧げたもの）[34]
- Mに捧ぐ…（BGM うらみ・ます／miyuki nakajima）[35] ※
- たべるやつ（BGM luc／arther h）[36]
- 砂（BGM she's leaving the bank／ry cooder）[37]
- キマズイくん（BGM sign 'o' the times／prince）[38]
- 里親宣言（BGM 関白宣言／masashi sada／替え歌／singing&recorder mami kanou）[39]
- 布団と風（BGM two grandma／hopes）

※Mに捧ぐ…の「M」とは、嗚咽しながら「うらみ・ます」を歌いあげたシンガーソングライター・中島みゆきのこと。マジック（手品）ネタなので「M＝Mr.マリック」と思い勝ちだが違う。本作品「Mに捧ぐ…」は「うらみ・ます」のレコーディングで、通常の重ね録音でなく一発収録（studio live）という緊張感極まる現場で、稀代の名歌を仕上げた中島の歌唱力（感情表現力）、演出力に敬意を表し讃えた加納の大道（street live）作品である。これ以上はないという位に暗く切なく重苦しい中島の歌唱に、加納流コミカルマイムとマジカルマイムを被せ、終始ブラックジョークなテイストで笑いを誘いながらパフォーマンスを進行させる。いざエンディングで加納が椅子の上から海老反りで放つ鋭い眼光と赤い紙吹雪は、怨念の血の涙がしぶきを上げて空へ舞い、昇華して一群の紅い花になったかに見える程「M中島」の情念・怨念と一体化したシリアスな、また、往年のガロ作家・つげ義春の「紅い花」をも彷彿とさせるシュールな作品でもある。
楽曲「うらみ・ます」について、朝日文庫の「中島みゆき全歌集」の解説で谷川俊太郎は「…「うらみ・ます」を初めて聞いて、たじろがない人はいないのではないか。泣きながら歌う中島みゆきの声は余りにも私的だ。実際に彼女は特定の誰かをうらんでいて、その感情をまっすぐに歌っているのだと私たちは思いこむ。同時に私たちはそれが演技なのではないかとも疑う。…例えば題名の「うらみ・ます」の「うらみ」と「ます」の間に入っている黒い小さな点は、いったい何だろうというようなことが気にかかってくる。一息に言うのではなく、いったん息をのみこんでいて、その微妙なためらいのようなものが、うらんでいる自分をみつめる、もうひとりの自分の存在を感じさせる。黒い点はいわば身体からわき出る自然な感情の流れを、ある意味で中断する。…レコードの「うらみ・ます」はスタジオライブで、しかも1回だけの録音でできたということだ。そういう選択にも作者の意図が感じられる。…それは賞をもらって泣く新人歌手の涙とは、似ても似つかぬものだ。…」と書いている。 因みに加納は、大道芸作品において「うらみ・ます」を始め中島みゆきの楽曲を多く用いている。
本番前の人寄せに、演技終了後に演目がわかる「準備体操おわり」（BGM 追いかけてヨコハマ、かなしみ笑い、わかれうた、ひとり上手、孤独の肖像、あたいの夏休み、やばい恋、誘惑、こんばんは、誰のせいでもない雨が、テキーラを飲みほして、以上all／miyuki nakajima）という作品もある。

## 大道芸衣装 青いジャージの来歴
加納は、路上での衣装は青いジャージ （上下とも白い2本線入り）がトレードマーク。インナーに白いTシャツ、白いソックス、白い運動靴（school-shoes brand の青い3本線入り）が基本。作品により演題を記した白いハチマキや白い割烹着、特大の黒いコート等を羽織り独特な風情とオリジナリティを漂わせる。「青いジャージ」の来歴は以下のとおり。
水中三姉妹公演で演るソロ作品に着用する衣装として、島留美が以前「マイムトウライブ」で別の3人組で使用した青ジャージを借りた。島の中学生の時の体育ジャージであったが、現物は島の弟のお古。異彩を放つ青いジャージ・パフォーマンスは、お笑い芸人も着用する様なフォルムで、観客にも好評だった。こうして加納は「目立つし、動きが楽だし、外もこれでいこう！」と是非譲って欲しいと頼み込み、島が快諾した。2002年ヘブンアーティストオーディションで「恋人よ」を披露し、加納は青いジャージとともに、鮮烈な印象を残し大道芸デビューを果たした。以来、大道芸を中心に今日まで走り続けること10余年。「青いジャージ」は、加納大道芸の象徴（トレードマーク）としてすっかり定着した感がある。加納自身も意外な展開に驚いており「こんなにみんながジャージを気に入ってくれるとは思わなかった」と、親しいエッセイストのインタビューにコメントを残している。

## 大道芸・路上パフォーマンス経歴
加納真実の大道芸経歴（概略）は以下のとおり。
- アートタウンつくば 2001-2012[10]、2017
- 三茶de大道芸 2001-2012[44]
- 大道芸ワールドカップin静岡 2003-2009、2012[45]
- 茨城・日立「ひたち国際大道芸」 2004-2012
- 野毛大道芸 2004-2011[46]
- 大須大道町人祭 2004-2008、2012[47][48]
- ヘブンアーティストIN丸の内 2004-2009
- 日テレART DAIDOGEI 2004-2006
- 新宿芸術天国ヘブンアーティストIN新宿 2004-2012
- 長野ながの大道芸フェスティバル 2005-2016
- ヘブンアーティストIN GINZA 2005-2009
- ヘブンアーティストIN渋谷 2005-2007
- さいたま新都心大道芸フェスティバル 2005-2013
- 上野ヘブンアーティストTOKYO 2006-2011
- 六本木「六本木ヒルズ 〜ホリデーライブ　ストリートパフォーマンス」 2007-2009
- 横浜 「ヨコハマ大道芸」 2007-2012.4
- フランスNanterre「Parade(s),festival des arts de la rue de Nanterre」 2008
- 厚木にぎわい爆発!あつぎ国際大道芸 2008-2011
- 高円寺びっくり大道芸 2009-2012.4
- 松本まつもと街なか大道芸 2009-2011[49]
- 埼玉「第1回福祉ふれあい祭り」 2011
- 茨城日立市「元気だすべよ!日立!!日立市復興支援チャリティー元気祭り」 2011
- 岩手遠野市大槌町「おおつち保育園」・「大ヶ口公園」・「まごころ広場」 2011
- 宮城多賀城市山王「仮設住宅集会所」・七ヶ浜町「武道館」・東松島市「赤井市民センター」・山元町「北保育所」 2011
- 横浜「みなとみらいドックヤードガーデン」 2011
- 茨城県水戸市産業祭 2011.12
- 小田原ダイナシティ大道芸フェスティバル 2012.1
- 世田谷区尾山台商店街 正月餅つき祭 2012.1
- 蔵王町復興支援フェスティバル 2012.2 （墨田区錦糸町）
- 熊本 「Street Art-Plex KUMAMOTO」2012.3
- 愛知・豊橋「とよはしアートフェスティバル」 2012.5
- 静岡「清水港大道芸 2012」 2012.5
- 広島・福山「ふくやま大道芸 2012」 2012.5
- 埼玉・新所沢駅　東口商店街 2012.6
- 静岡・清水「清水みなと大道芸」 2012.5
- 埼玉・新所沢「東口商店街のお祭り」 2012.6
- 浅草・あさくさ劇亭「カジノ・フォーリー　vol.5.」 2012.8
- 押上・「東京ソラマチ」 2012.8
- 池袋・「集まれ！池袋　みんなの大道芸」 2012.9
- 横浜・「ランドマークファミリー大道芸」 2012.9
- 吉祥寺・STAR PINE'S CAFE　「Weicome to Coppelia Circus Hut!! 2012」 2012.11
- 宇都宮・HEAVEN'S ROCK「真昼間のセクシーサーカスin宇都宮　vol.2」 2012.11
- 大塚・「いちょう祭り　VI」 2012.11
- 渋谷・SARAVAH東京「年末恒例？!　第二回”バガボンドナイト”vs”サラヴァ東京”歌合戦」 2012.12
- 大分・トキハわさだタウン「新春初笑い大道芸ステージ」 2013.1
- 渋谷・SARAVAH東京「Vagabontic Spooky Night !!」 2013.1
- 原宿・「Pirates of 246common ISLAND〜真冬の海賊たちの宴〜」 2013.2
- 兵庫・姫路「三つ山大祭」 2013.4
- 押上・「東京ソラマチ大道芸フェスティバル」 2013.5
- 上野恩賜公園 四季折々[50]

その他全国津々浦々。（出典：加納真実公式サイト：これまで：より部分引用）